# Onopordum turcicum
Onopordum turcicum là một loài thực vật có hoa trong họ Cúc. Loài này được Danin mô tả khoa học đầu tiên năm 1974.